# Bellefonte (Kentucky)
Pour les articles homonymes, voir Bellefonte.
Bellefonte est une municipalité américaine située dans le comté de Greenup au Kentucky.

## Géographie
Belefonte se trouve au nord de la route d'Etat 5, qui sert de frontière entre les comtés de Greenup et de Boyd. Elle fait partie de l'agglomération d'Ashland, dans le nord-est du Kentucky.
La municipalité s'étend en 2010 sur une superficie de 0,89 milles carrés (2,31 km2). 

## Histoire
Bellefonte est fondée dans les années 1920 comme une communauté résidentielle. Son country club, en grande partie situé dans la ville, est construit en 1921. Elle devient une municipalité le 3 juillet 1951, par décision de justice. Elle accueille alors environ 250 habitants.

## Administration
L'État du Kentucky classifie Bellefonte en municipalité de 6e classe Home Rule. Elle est gouvernée par un maire et une commission élue de manière non-partisane et sans élection primaire.

## Démographie
Selon le recensement de 2010, Bellefonte compte 888 habitants.
Bellefonte est une communauté blanche et aisée. D'après l'American Community Survey 2013-2017, le revenu médian par foyer y était de 100 625 dollars par an, bien supérieur à celui du Kentucky (46 535 dollars) et des États-Unis (57 652 dollars). Sur cette même période, 3,3 % de ses habitants vivaient sous le seuil de pauvreté (contre 18,3 % dans l'État et 14,6 % à l'échelle des États-Unis),,.
| Groupe          | Bellefonte | Kentucky | États-Unis |
| --------------- | ---------- | -------- | ---------- |
| Blancs          | 97,3       | 87,3     | 73,0       |
| Afro-Américains | 0,8        | 8,0      | 12,7       |
| Amérindiens     | 0,3        | 0,2      | 0,8        |
| Asiatiques      | 1,2        | 1,3      | 5,4        |
| Métis           | 0,5        | 2,2      | 3,1        |
| Autres          | 0,0        | 1,0      | 5,0        |
|                 |            |          |            |
| Hispaniques     | 0,0        | 3,4      | 17,6       |